# Iglesia de la Santa Cruz (Bureta)

La iglesia de la Santa Cruz del municipio zaragozano de Bureta, es un templo parroquial católico adscrito al arciprestazgo de Huecha de la diócesis de Tarazona.
Se trata de una construcción barroca de finales del siglo XVII. El material utilizado preferentemente es el ladrillo. Consta de una nave rectangular con galería de arcos y una torre campanario de planta cuadrada y cuerpo octogonal a partir de la cubierta del edificio. La portada de piedra utiliza el arco de medio punto cerrado entre pilastras y rematada con hornacina flanqueada por los escudos condales. La fachada, además se decora con cuadros resaltados de ladrillo y columnas de orden toscano. La nave de cabecera plana y crucero se cubre con bóveda de lunetos, mientras que el ábside lo hace con cúpula sobre pechinas en las que también aparecen los escudos condales.
Los retablos de las capillas de la nave, así como el retablo mayor son de los siglos XVI y XVII.
En su cripta se encuentran enterrados algunos de los condes de Bureta.
Catalogada como monumento nacional en 1979.